# Wang Feilong
Wang Feilong –en chino, 王飞龙– (24 de agosto de 2008) es un deportista chino que compite en saltos de plataforma. Ganó una medalla de oro en el Campeonato Mundial de Natación de 2023, en la prueba de plataforma 10 m sincro mixto.

## Palmarés internacional
| Campeonato Mundial | Campeonato Mundial | Campeonato Mundial | Campeonato Mundial           |
| Año                | Lugar              | Medalla            | Prueba                       |
| ------------------ | ------------------ | ------------------ | ---------------------------- |
| 2023               | Fukuoka (Japón)    | Medalla de oro     | Plataforma 10 m sincro mixto |